# Обрачун у Стоктону
Обрачун у Стоктону је 51. епизода стрип серијала Кен Паркер објављена у Лунов магнус стрипу бр. 840. Објавио ју је Дневник из Новог Сада у октобру 1989. године. Имала је 94 стране и коштала 6.500 динара (0,13 $; 0,25 DEM). Епизоду је нацртао Ј. Полезе, а сценарио написали Мантер и Берарди . За насловницу је узета оригинална Милацова насловница из 1982. год.

## Оригинална епизода
Оригинална епизода објављена је 19.10.1982. год. под насловом Prossima fermata: Stockton. Издавач је била италијанска кућа Cepim (касније промењено име у Sergio Bonelli Editore). Имала је 96 страна и коштала 800 лира.

## Кратак садржај
Кен са дилижансом стиже у Стоктон, градић у Калифорнији који терорише локална банда. Цео град мисли да је Кен плаћени револвераш, којег су унајмили да им помогне да се ослободе насилника. Када сазнају да је Кен само у пролазу, услеђује велико разочарање.

## Претходна и наредна епизода
Овој епизоди претходила је епизода Санта Фе Експрес (ЛМС-806), а након ње је изашла епизода Оружје и превара (ЛМС-845).
Као 51. епизода у серијалу, ова епизода је хронолошки требало да се појави после епизоде Игре са смрћу (ЛМС-674).